# Parlamentswahl in Italien 1865
- PA: 15
- Sinistra: 156
- Unabh.: 89
- Destra: 183

Die Parlamentswahl in Italien 1865 fand am 22. Oktober und am 29. Oktober 1865 statt. Es war die zweite landesweite Wahl im 1861 neu gegründeten Königreich Italien.
Die Legislaturperiode des gewählten Parlaments dauerte vom 18. November 1865 bis zum 1. Februar 1867.

## Ergebnisse
504.263 Personen (2,0 % der Bevölkerung) besaßen das Wahlrecht. Davon beteiligten sich 271.923 (53,9 %) an der Wahl.
| Partei             | Anzahl der Stimmen | %      | Mandate |
| ------------------ | ------------------ | ------ | ------- |
| Historische Rechte | N/A                | 41,2 % | 183     |
| Historische Linke  | N/A                | 35,2 % | 156     |
| Partito d’Azione   | N/A                | 3,5 %  | 15      |
| Unabhängige        | N/A                | 20,1 % | 89      |
| Insgesamt          | 271.923            | 100    | 443     |

Trotz des Verlusts der absoluten Mehrheit blieb Alfonso La Marmora Präsident des Ministerrats.